# Virliv, Zboriv
Virliv (în ucraineană Вірлів) este localitatea de reședință a comunei Virliv din raionul Zboriv, regiunea Ternopil, Ucraina.

## Demografie
Componența lingvistică a localității Virliv
     Ucraineană (100%)
Conform recensământului din 2001, toată populația localității Virliv era vorbitoare de ucraineană (100%).